# آیلن استپنیک
آیلن استپنیک (اسپانیایی: Ayelén Stepnik‎؛ زادهٔ ۲۲ نوامبر ۱۹۷۵) بازیکن هاکی روی چمن اهل آرژانتین است.
وی در مسابقات کشوری و بین‌المللی در مجموع برندهٔ ۴ مدال طلا، ۲ مدال نقره، ۲ مدال برنز شده‌است.